# Melczer Lilla
Kellemesi Melczer Lilla (Budapest, 1890. december 15. – Kéked, 1965. április 17.) országgyűlési képviselő, a negyedik nő, aki bejutott a parlamentbe.

## Élete
Melczer Lilla 1890-ben született Melczer Aladár és Hanzély Margit házasságából. A szülői házban német, angol, francia nyelvet tanult, majd Budapesten járt a felső leányiskolába. Tanulmányai után férjhez ment, majd gyermekei születése után elvált férjétől és alsókékedi birtokára vonult és gazdálkodásba kezdett. 1931-ben medencetöréssel és agyrázkódással járó autóbalesetet szenvedett. Politikai pályafutása is 1931-ben kezdődött, a választások során a garbócbogdányi kerület Egységes párti képviselőjelöltje lett. Nem hivatalos kormánypárti jelöltként indult, egy nyílt körzetben (ahol nem titkosan folyt a választás), a hivatalos kormánypárti jelölttel szemben. A szavazás lezártakor minimális, mindössze húsz szavazattal maradt el Fekete Lajos ügyvéd mögött (1156-1136 szavazat) Népszerű volt választókerületében, melyet a kampányidőszak alatt költött kortesdal is alátámaszt: „Melczer Lilla a követünk,/ más zászlót mi nem követünk./ A fekete szín lehangol, /de a lila kedvre hangol.” Eckhardt Tibor 1932. február 24-i parlamenti felszólalásában kérelmezi Borsos Andor gönci járási főszolgabíró leváltását, az általa elkövetett jegyzőkönyv hamisítások miatt. A felsorolt három eset között említi Melczer Lillának és lányának titkos választói röpcédula terjesztése ügyét, Kékeden és Füzéren (amihez a kapcsolódó feljelentést 1931. június 24-én nyújtották be). A felvett hivatalos jegyzőkönyv szerint Melczerék beismerték a vádat. Azonban - Echardt felszólalása szerint - a miskolci törvényszéki tárgyaláson, a kihallgatást végző csendőr vallomásában elutasította, hogy a vádlottak beismerték bűnösségüket, illetve, hogy ezt rögzítették volna a jegyzőkönyvekben. Választói kitartottak Melczer mellett és petícióval támadták meg a választási eredményt, 1932. februárjában. A kihallgatások a debreceni ítélőtábla bírója, Bornemissza Károly február 16-án kezdte meg Göncön. Az végeredmény az lett, hogy Fekete lemondott és az újonnan kiírt időközi választásokon már egyhangúlag Melczer Lillát választották meg képviselőnek 1932. novemberében. Ezután még két ciklusban jutott be a parlamentbe, ugyanannak a pártnak a képviseletében, csak más név alatt (1935, Nemzeti Egység Pártja, 1939, Magyar Élet Pártja).
12 éves parlamenti pályafutása alatt állandó tagja volt a társadalompolitikai és gazdasági bizottságnak, de részt vett a közoktatásügyi és naplóbíráló bizottság munkájában is.
Abaúj-Torna vármegye és kerülete jótékonysági mozgalmaiból is kivette részét, több iskola és kultúrház, valamint út építése köthető nevéhez.
Több társadalmi szervezetben is szerepet vállalat; alelnöke volt a Kenyérkereső Nők Országos Szövetségének és a Nőegyletek Magyar Munkásvédő Egyesületének; társelnöke a Pro Hungaria Nők Világszövetségének; ügyvezető elnöke a Családvédelmi Szövetségnek; nemzetközi titkára az Önálló Hivatású Nők Szövetségének, valamint a magyar tagozat elnöke.
A cserkészmozgalommal is kapcsolatba került. 1924-ben a Budapest-Fasori Evangélikus Gimnázium cserkészcsapatát, valamint a Miskolci Katolikus Gimnázium 36. számú Fráter György cserkészcsapatát látta vendégül alsókékedi birtokán. A Magyar Cserkészleány Szövetség országos központja 1937-ben a békéscsabai Kanizsai Dorottya leánycserkészcsapatot bízta meg az ország első szociális jellegű női munkatábor megszervezésével, melynek színhelye Melczer alsókékedi kastélya volt.

### Családja

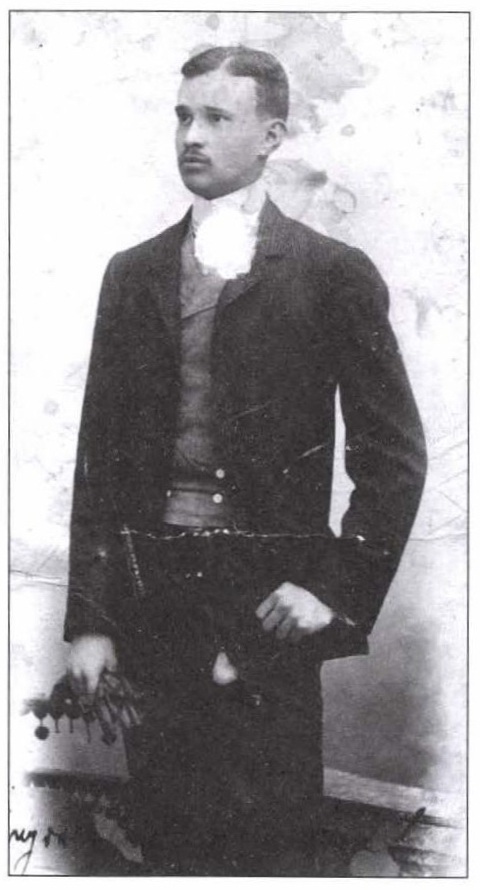
Férje, Hunkár Béla

1908 augusztusában jelentették be eljegyzését hajdenczi Hunkár Béla, Hunkár Dénes (1852-1917) Veszprém vármegyei főispán és neje, született alsó- és felsőkorompai Simonits Olga (meghalt 1928. október 27-én, 73 évesen) fiával. Házasságkötésükre 1908. október 10-én Sajóörösön került sor. Férjétől 1918-ban elvált, majd 1921-ben alsókékedi birtokára vonult gazdálkodni. Volt férje 1920 januárjától Vas vármegye kormánybiztosa, majd 1921 márciusától főispánja lett,(miután Bartos János országgyűlési képviselővé történt megválasztása után lemondott) mely tisztéről 1922 márciusában saját kérésére felmentették, utódjául Magyar Károlyt nevezték ki. (Férje később újra megnősült, felesége Szitányi Matild lett (†1980))
Házasságukból a következő gyermekek születtek:
- Olga (1909. szeptember 4. – Lakewood, 1995. május 29.),[28] sövényházi Fricke Valér (1900. szeptember 16.–1982. január 10.),[29] országgyűlési képviselő (1935—1944)[30] neje,[31] aki családjával később Ohióba emigrált.
- János (Kerékteleki, 1910. szeptember 21.–Kéked, 1982. június 22.) agrármérnök, felesége, Kravjánszky Júlia (házasodtak 1953-ban). A II. világháború alatt a 102/1  munkaszolgálatos század parancsnokhelyettese volt, zászlósi rangban. A háború után népbíróság elé állították, 1947-ben, századánál elkövetett kegyetlenkedésekkel vádolták. Az ügy felmentéssel zárult, mert a korábbi honvédelmi miniszter Nagy Vilmos vallomásában elmondta, hogy Hunkár édesanyja bemutatta fia hozzáírt levelét, melyben a munkaszolgálatosok tarthatatlan helyzetéről panaszkodott és kérte anyját, járjon el a miniszternél a helyzetük javítás érdekében.[32][33][34]
  - Lucia (1964), Szalóczyné Hunkár Lucia 2006-tól önkormányzati képviselő
  - Sándor (1959), Kéked polgármestere 2006-tól[35]
  - Gyöngyi (1955–2011),[36] Kéked polgármestere 1998-2002 között,[37] 2006-2011-ig önkormányzati képviselő
- Dénes (1911–?), felesége Huszár Ilona, Huszár Tibor és Muslay Mária leánya volt, eljegyzésüket 1938-ban tartották[38]
- Ferenc (1927–?), gépésztechnikus, neje Csáki Katalin (házasodtak 1952), lányuk Zemankovics Ferencné Hunkár Márta (1953), klimatológus, a Pannon egyetem docense[39]

## Parlamenti működése, nézetei
Az 1933. évi VII. törvénycikk (a hadirokkantak és más hadigondozottak ellátásáról) tárgyalása során elfogadták javaslatát, arra vonatkozóan, hogy hadi özvegynek minősüljön az a nő, akinek férje a harctéren szerzett betegségbe halt meg, és házasságukat a harctéri szolgálatot követő két éven belül kötötték (eredetileg 3 évet akart, 2. §  B pontja). Az is az ő érdeme, hogy megteremtette azon hadirokkantnak számára az újbóli elbírálási folyamat lehetőségét, akik korábban nem rendelkeztek a segélyre jogalapot teremtő igazoló okmányokkal (23. §  B pont), valamint más apróbb módosítások is az ő nevéhez kötődnek (a 26. §. 6. pontjának pontosítása, a vagyoni bizonyítvány kiállítására vonatkozóan -  a hadigondozási ellátásból havonkint legfeljebb 120 pengőnek (járadéknak stb.) számításon kívül hagyása mellett- kitétel beszúrása). Ugyanakkor az utazási kedvezmények emelésére (29. §), a  hadi özvegyek járadékára vonatkozó javaslatát nem fogadták el.
Az alsópapság problémáiról a magyar irodalom és népzene gyermeknevelésben betöltött fontos szerepéről, a nevelés általános elveiről és a tanítók anyagi helyzetének orvoslásáról is mondott a parlamentben beszédet, ahogy a hadikölcsön károsultjai mellett is felemelte szavát.
Mezőgazdasági kérdésekben is felszólalt. Az 1935. évi IV. törvénycikk-az erdőkről és a természetvédelemről szóló törvény tárgyalása során több módosítást is ajánlott. A mezőgazdasági termelés olcsóbbá tételével kapcsolatban is kifejtette véleményét, ahol kiemelte a megfelelő képzés (agronómusok kihelyezése a falvakba) és tőke (gazdaadósságok rendezése hitel biztosítása)szerepét. A mezőőri intézmény megreformálásának szükségességét is felvetette. Saját választókerületének szegényeiből kiindulva kérte a mezőgazdasági munkások és törpebirtokosok lisztforgalmi adójának eltörlését, ami az őrlési vám mellett tovább drágítja a liszt árát. Az 1938. márciusában megrendezett Országos Mezőgazdasági Kiállítás és Tenyészállatvásáron, a szarvasmarha-pavilonok között saját uradalma jószágait is bemutatta.
Politikai pályája során elsődleges feladatnak a családvédelmet, az egészségügy fejlesztését és a női munka nagyobb megbecsülésének elismertetését tartotta, bár nem tartotta magát feministának. Az 1933. évi XVI. törvénycikk (a közigazgatás rendezéséről szóló 1929:XXX. törvénycikk módosításáról és kiegészítéséről) tárgyalása során felszólalt a 34. § (4) nőkre nézve hátrányos megkülönböztetése ellen, mely szerint a legtöbb adót fizető nők csak megyei városban gyakorolhatják személyesen képviselő testületi tagsági jogait, minden más településen csak képviselő útján teheti meg. Érvelése szerint a megbízott képviselő úgyis a megbízó által megadott utasításokat követi, ezért nem indokolt a közvetítő, aki nem várt eshetőségre ráadásul nincs is felkészülve. Különösen hasznosnak tartaná, ha a nők a községi és vármegyei képviselő testületi gyűléseken személyesen is megjelenhetnének.
Egy 1936-os felszólalásában sürgette a körorvosok számának emelését, valamint, hogy a körorvosokhoz tartozó ellátandó területet ne létszámban, hanem távolságban határozzák meg. Hangsúlyozta, hogy az ápolók és védőnők helyzetét rendezni kell, úgy anyagilag (munkabér és nyugdíj) mint munkakörülményeik tekintetében, és kívánatos volna ha minden körorvosi körzetben legalább egy volna belőlük. Szorgalmazta a közegészségügy javítását, a szifilisz kezelésére szolgáló orvosságot például állami költségvetésből kívánta finanszírozni, így megállítva a betegség terjedését. A TBC-s betegek ingyenes kezelését könnyebbé tenné, és felveti a megelőzés szerepét, a higiénés tudatosság erősítésével. Áldásosnak tartotta az iskolaorvosi rendszer bevezetését, hogy megelőzhető legyen a gyermekek egészségügyi károsodása.
Véleménye szerint elsősorban a családalapítást kell támogatni, különösen a városi lakosság körében, ahol a gyermekvállalást a családok meggondolják, annak anyagi vonzatai miatt. Egyik felvetése szerint ha a családban a férj munka nélkül van, de az asszonynak van állása, akkor kötelező lenne átadnia munkahelyét férjének, feltéve, ha az rendelkezik a munkához szükséges tudással. Ezt különösen azért látja szükségesnek, „mert a családi élet anya nélkül, a háztartás vezetése nő nélkül elképzelhetetlen”. Válás esetén a munkát az ártatlan fél kapta volna. Ennél tovább is gondolta elképzelését. Ha a nő már nyugdíjképes, akkor szolgálati idejét automatikusan férjének számoltatnák el. A családalapítást a nőknek azonos munkáért azonos bér elméletével is ösztönözni gondolta. Elgondolása szerint ha egy munka elvégzésért ugyanannyi fizetség járna egy nőnek mint egy férfinek, akkor a munkaadók automatikusan a férfit választanák (kivéve néhány csak nők által végezhető munkakört). Így a férfi biztos hátteret tudna biztosítani a családalapításhoz, a nő pedig az „Istentől neki rendelt hivatást töltené be és egészséges családi életben a gyermekáldás és a gyermek egészséges nevelése is biztosítva volna”. Az egészséges, munkával rendelkező férfiak számára kötelezővé tenné a házasodást legkésőbb 35 éves korukig, ellenkező esetben agglegény adót kellene fizetniük. A nagycsaládok létrejöttét progresszív családi pótlékkal, illetve progresszív adókedvezménnyel kívánta volna ösztönözni.
Az abortuszkérdésben az anyát és a bábát is súlyos börtönbüntetéssel sújtotta volna. Az illető bábák szakmájuk gyakorlásának jogát is elvette volna. A nagyobb születésszámot a higiénés körülmények javításával, illetve a bábaképzés fejlesztésével, valamint nagyobb megbecsülésével is elősegíteni látta. Parlamenti beszédében kiemelte a falvak ivóvízellátásának problémáját. Kérvényezte a bábák minimálbérének megszabását, illetve képzésük színvonalának emelését. Javadalmazásuk tekintetében kiemelte Nagybicsérd község példáját (hol a bába a gyermek születésekor, illetve egyéves kora elérése után is kapott 6 pengőt), így látva biztosítva a bábák érdekeltségének fenntartását. Felszólította a kormányt azon rendszerek elbontására, amelyek a családalapítás útjában álltak, kiemelve a katonatisztek házassági kaucióját (rangtól és kortól függően a katonatisztek meghatározott összeget voltak kötelesek kifizetni házasságkötésük előtt), valamint a pénzügyőrök szolgálati időhöz és beosztáshoz kötött házasodási előírásait. Kiemelte a felvilágosítás szerepét (újságok, rádió és filmek által), amivel felderítik az örökölhető és fertőző betegségeket, eligazítanak a gyermekvállalással kapcsolatos kérdésekben és tanácsokkal látják el a házastársakat erkölcsi és jogi kérdésekben.
1938-ban ő nyitotta meg a Családvédelmi Szövetség házassági tanácsadó intézetét, melyről a korabeli filmhíradók is beszámoltak. Kevesellte a költségvetésbe ilyen célokra elkülönített 30 000 pengőt.